# Ty Barnett
Tyrone „Ty“ Barnett (* 1975 in Chicago, Illinois) ist ein US-amerikanischer Komiker sowie Schauspieler und Filmschaffender.

## Leben
Barnett wurde 1975 in Chicago geboren. Er wuchs in Chicagos Südstadt auf. Nach seinem Abschluss an der High School diente er bis 1996 insgesamt sechs Jahre in der United States Army.
Zur Jahrtausendwende folgten erste Auftritte als Stand-up-Comedian. Barnett wurde 2002 beim Las Vegas Comedy Festival zum „aufstrebenden Komiker des Jahres“ gewählt und beim Just for Laughs Festival in Montreal zum „Outstanding Performer“ gekürt. Erste Fernseherfahrungen sammelte er 2003 im Format Star Search, wo er bis ins Halbfinale kam. Als künstlerische Einflüsse nennt er Chris Rock und Richard Pryor. 2006 trat er in der Comedy-Sendung Last Comic Standing in 12 Folgen auf. 2014 erschien die fast einstündige Aufzeichnung seines Bühnenprogramms unter dem Namen Ty Barnett: Issues. 2020 nahm er am Format America's Got Talent teil, wo er Judge Cuts ausschied.
2008 debütierte Barnett als Fernsehschauspieler. So verkörperte er in zwei Episoden der Fernsehserie Ehe ist… die Rolle des Reggie und war als Episodendarsteller in der Fernsehserie Samantha Who? zu sehen. 2012 stellte er im Low-Budget-Movie 40 Days and Nights die Rolle des Amato dar. Weitere Episodenrollen erhielt er in den folgenden Jahren in Life in Pieces und Brooklyn Nine-Nine. 2023 spielte er jeweils in zwei Episoden in den Fernsehserien A Million Little Things und Gen V mit.

## Filmografie (Auswahl)

### Schauspieler
- 2008: Ehe ist… (Til Death, Fernsehserie, 2 Episoden)
- 2008: The World Stands Up (Fernsehserie, Episode 5x05)
- 2009: Samantha Who? (Fernsehserie, Episode 2x12)
- 2012: Tosh.0 (Fernsehserie, Episode 4x05)
- 2012: 40 Days and Nights
- 2017: Life in Pieces (Fernsehserie, Episode 2x16)
- 2017: Lost and Found (Kurzfilm)
- 2020: Brooklyn Nine-Nine (Fernsehserie, Episode 7x08)
- 2022: Hired Gun (Kurzfilm)
- 2023: A Million Little Things (Fernsehserie, 2 Episoden)
- 2023: Gen V (Fernsehserie, 2 Episoden)

### Drehbuch
- 2006: Comedy Central Presents (Fernsehserie, Episode 10x02)
- 2007: The Bad Boys of Comedy (Fernsehserie, Episode 2x02)
- 2014: Ty Barnett: Issues (Fernsehspezial)
- 2019: Dry Bar Comedy (Fernsehserie, Episode 4x09)
- 2022: What Matters (Kurzfilm)

### Produktion
- 2014: Ty Barnett: Issues (Fernsehspezial)
- 2022: What Matters (Kurzfilm)